# Baldur
Baldur ist ein männlicher Vorname.

## Herkunft und Bedeutung des Namens
Baldur ist eine Namensvariante von Balder, der bei den Asen der Gott der Sonne, des reinen Lichtes, des Frühlings, des Guten und der Gerechtigkeit war.

## Namensträger
- Baldur Ingimar Aðalsteinsson (* 1980), isländischer Fußballspieler
- Baldur Beyer (1936–2021), deutscher Alphornist und Instrumentenbauer
- Baldur Böhme (1932–2008), deutscher Komponist, Dirigent und Hochschullehrer
- Baldur Geipel (* 1933), deutscher Bildhauer
- Baldur Heckel (1941–2010), österreichischer Ingenieur, langjähriger Obmann des steirischen Sängerbundes
- Baldur Hermans (1938–2015), deutscher Historiker und Generalsekretär der Internationalen Katholischen Konferenz des Pfadfindertums
- Baldur Hönlinger (1905–1990), österreichischer Schachspieler
- Baldur Kirchner (1939–2023), deutscher Seminarleiter, Honorarprofessor und Autor
- Baldur Köster (* 1933), deutscher Architekt und Architekturhistoriker
- Baldur Líndal (1918–1997), isländischer Chemieingenieur
- Baldur Panzer (1934–2017), deutscher Hochschullehrer für Slawistik
- Baldur Pauß (1935–2019), österreichischer Musiker und Komponist
- Baldur Preiml (1939–2025), österreichischer Skispringer, Skisprungtrainer und Former des österreichischen Skisprungteams in den 1970er Jahren
- Baldur Ragnarsson (1930–2018), isländischer Esperantoschriftsteller, -dichter und -übersetzer
- Baldur von Schirach (1907–1974), deutscher Politiker in der NS-Zeit
- Baldur Schönfelder (* 1934), deutscher Bildhauer
- Baldur Springmann (1912–2003), deutscher Politiker
- Baldur Wagner (* 1939), deutscher Politiker

## Varianten
- Baldner, Balder, Baldr, Baldor
- Baldursdóttir